# ADD3
ADD3‏ (Adducin 3) هوَ بروتين يُشَفر بواسطة جين ADD3 في الإنسان.